# 竹地志帆
竹地 志帆（たけち しほ、1990年8月18日 - ）は、日本の元陸上競技選手である。専門は長距離走で、得意種目は10000m。ヤマダホールディングスに所属していた。現在はシスメックス女子陸上競技部でマネージャーを務めている。血液型はO型。

## 経歴・人物
兵庫県淡路市出身。淡路市立東浦中学校ではソフトボール部に所属。中学生の時に学校代表として駅伝メンバーに選ばれ、兵庫県中学校駅伝などで活躍した。
兵庫県立須磨友が丘高等学校では陸上部に所属し、エースとして全国高校総体や近畿高校駅伝などに出場した。
佛教大学社会福祉学部社会福祉学科へ進学。佛教大学陸上競技部に所属し、2009年の第27回全日本大学女子駅伝対校選手権大会で初優勝。その際、竹地は5区6.0kmを19分25秒の区間新記録で区間賞をとる。翌2010年の第28回全日本大学女子駅伝対校選手権大会でも佛教大学は優勝を収めて連覇。その後、ヤマダ電機へ入社。
2021年2月に現役を引退し、西原加純、田崎優理とともにシスメックスに移籍した(西原、田崎は選手として加入)。
趣味は、キャンディクラッシュ。好きな食べ物は、鶏肉・甘いもの。嫌いな食べ物は、卵豆腐。好きな芸能人は米津玄師で、朝ドラ鑑賞がMYブーム。のんびり散歩することがストレス解消法だそうである。今は「よく噛んでご飯を食べること」に挑戦中。

## 主な記録
| 年     | 大会                       | 種目           | 順位     | 備考               |
| ------ | -------------------------- | -------------- | -------- | ------------------ |
| 2009年 | 全日本大学女子駅伝         | 4区            | 区間賞   | 佛教大学優勝       |
|        | 大学女子選抜駅伝           | 5区            | 区間記録 | 佛教大学大会記録   |
| 2011年 | 2011年夏季ユニバーシアード | ハーフマラソン | 7位      | 日本チーム金メダル |
|        | 全日本大学女子駅伝         | 6区            | 区間3位  | 佛教大学2位        |
| 2012年 | 日本インカレ               | 5000m          | 3位      |                    |
|        | 全日本大学女子駅伝         | 2区            | 区間2位  | 佛教大学2位        |
| 2013年 | 都道府県対抗女子駅伝       | 1区            | 区間9位  | 兵庫県2位          |
|        | 第97回日本陸上選手権       | 5000m          | 3位      |                    |
|        | 全日本実業団陸上選手権     | 5000m          | 3位      |                    |
| 2014年 | 第98回日本陸上選手権       | 10000m         | 2位      |                    |
|        | 第69回国民体育大会         | 成年5000m      | 2位      |                    |
| 2015年 | 全日本実業団陸上選手権     | 5000m          | 3位      |                    |
| 2016年 | 都道府県対抗女子駅伝       | 9区            | 5位      | 兵庫県2位          |
|        | 名古屋ウィメンズマラソン   | マラソン       | 7位      |                    |
|        | 第100回日本陸上選手権      | 10000m         | 8位      |                    |
| 2017年 | 名古屋ウィメンズマラソン   | マラソン       | 9位      |                    |
|        | 全日本実業団女子駅伝       | 6区            | 区間賞   | ヤマダ電機6位      |

- 大会名 はIAAFゴールドラベル